# ローザ・ルクセンブルク (映画)
『ローザ・ルクセンブルク』（Rosa Luxemburg / Die Geduld der Rosa Luxemburg）は、1985年の西ドイツ映画。
20世紀初めのドイツの女性革命家ローザ・ルクセンブルクの伝記映画。バーバラ・スコヴァが第39回カンヌ国際映画祭女優賞とドイツ映画賞女優賞を受賞した。

## あらすじ
ポーランドの社会主義者でマルクス主義者であるローザ・ルクセンブルクは、ヴィルヘルム2世治世下のドイツで革命を夢見ている。ルクセンブルクは信条のため、たゆまぬ活動をするが、ポーランドとドイツで繰り返し投獄され、恋人にも同志にも裏切られる。強い意志を持つリーダーであったが、第一次世界大戦後の1919年に暗殺されてしまう。

## キャスト
- ローザ・ルクセンブルク：バーバラ・スコヴァ
- レオ・ヨギヘス：ダニエル・オルブリフスキ
- カール・リープクネヒト：オットー・ザンダー
- ルイーゼ・カウツキー（ドイツ語版）：アーデルハイト・アーンド
- カール・カウツキー：ユルゲン・ホルツ
- クララ・ツェトキン：ドーリス・シャーデ
- コスティア・ツェトキン（ドイツ語版）：ハンネス・イーニッケ
- アウグスト・ベーベル：ヤン・パウル・ビクツィキ
- マティルデ・ヤーコプ（ドイツ語版）：カリン・バール
- パウル・レヴィ：ヴィンフリート・グラツィーダ
- ゲルトルート：レキナ・レムニッツ

## スタッフ
- 監督・脚本：マルガレーテ・フォン・トロッタ
- 製作：エベルハルト・ユンカースドルフ
- 撮影：フランツ・ラート
- 音楽：ニコラス・エコノモー